# دیوید کلارک (بازیکن فوتبال، زاده ۱۸۷۸)
دیوید کلارک (انگلیسی: David Clark؛ زادهٔ 21 May 1878) بازیکن فوتبال است.